# Cephalaria pastricensis
Cephalaria pastricensis là một loài thực vật có hoa trong họ Kim ngân. Loài này được Dörfl. & Hayek mô tả khoa học đầu tiên năm 1921.